# 叶夫根尼·朱加什维利
叶夫根尼·雅科夫列维奇·朱加什维利（俄語：Евгений Яковлевич Джугашвили，羅馬化：Yevgeniy Yakovlevich Dzhugashvili，1936年1月10日—2016年12月22日）斯大林长子雅科夫·朱加什维利的儿子。
叶夫根尼先后在加里宁苏沃洛夫军事学校、茹科夫斯基空军工程学院学习，毕业后成为科罗廖夫设计局军事工程师。
他参与过拜克努尔航天发射场的发射工作，包括苏联首位航天员加加林的航天飞行。
叶夫根尼拥有空军上校军衔，曾在军事学院任教多年。近年来，为了捍卫斯大林的声誉，叶夫根尼曾多次起诉媒体。
2015年他出版回忆录《我的爷爷斯大林，他是圣人》。此外，他还曾在电影中扮演斯大林。